# Мерлін-ВР
Мерлін-ВР (рос. Мерлин-ВР) — російський експериментальний безпілотний літальний апарат. Призначений для ведення розвідки місцевості в автоматичному та напівавтоматичному режимах. Розробник "Науково-дослідний інститут сучасних телекомунікаційних технологій" (НИИ СТТ, АО) місто Смоленськ.

## Загальні дані
Розробником є Науково-дослідний інститут сучасних телекомунікаційних технологій.
28 вересня 2021 року був презентований експериментальний зразок «Мерлін-ВР». Відомостей про випробування, а тим більше про серійне виробництво немає.
Розробником заявлено, що апарат має гібридний двигун, що дає «невелику акустичну помітність». Але у збитому, на початку червня 2022 року ЗСУ під час російської агресії проти України, апараті ніяких гібридних технологій у дроні не знайдено, лише звичайний двигун. Також в апараті було встановлено тепловізійну оптику французького виробництва Lynred (Ulis) PICO1024 з роздільною здатністю 1024*768 та в якості баку для палива була встановлено звичайну пластикову каністру з ручкою.

## Технічні характеристики
| Характеристика             | Значення                               | Примітка |
| -------------------------- | -------------------------------------- | -------- |
| Максимальна висота польоту | до 5км                                 |          |
| Час у повітрі              | до 10 год                              |          |
| Корисний вантаж            | до 8 кг, оптико-локаційного обладнання | [ 3 ]    |

## Застосування

#### Російське вторгнення в Україну (2022)
16 червня 2022 року стало відомо що БПЛА, ідентифікований як «Мерлін-ВР», був збитий ЗСУ.
18 січня 2023 року Генеральний штаб ЗСУ повідомив про збиття «експериментального російського розвідувального БПЛА» цього типу.
20 січня про збиття на Дніпропетровщині «Мерлін-ВР» повідомив голова Дніпропетровської обласної ради Микола Лукашук.
23 квітня ПвК «Південь»: О 11:50 збито розвідувальний БпЛА «Мерлін» на Миколаївщині. 20 травня 2023 року з'явилася інформація про те, що наприкінці минулої доби було збито ще один «Мерлін» ВПС України «Південь».
23 травня 2023 року Повітряні Сили повідомили про збиття двох БпЛА «Мерлін-ВР».
30 січня 2024 року воїни  Херсонської зенітної ракетної бригади повітряного командування «Південь» збили дрон «Мерлін-ВР»
8 вересня 2024 року біля села Званівка, Бахмутського району Донецької області був збитий дрон.
8 квітня 2025 року українські зенітники 63 бригади і артилеристи з 45 ОАБр на Лиманському напрямку знищили ворожий БпЛА-розвідник «Мерлін-ВР».